# Sciara bullastylata
Sciara bullastylata är en tvåvingeart som beskrevs av Hans-Georg Rudzinski 1997. Sciara bullastylata ingår i släktet Sciara och familjen sorgmyggor. Inga underarter finns listade i Catalogue of Life.